# Danh sách tổ chức chính trị Liên bang Đông Dương
Liên bang Đông Dương là một liên minh các quốc gia và lãnh thổ Đông Dương nằm dưới sự cai trị của Pháp, tồn tại từ năm 1887 đến năm 1954. Nó cũng bao gồm giai đoạn Đông Dương thuộc Nhật ngắn ngủi từ 1940 đến 1945. Ngoài ra danh sách các tổ chức chính trị dưới đây cũng có thể bao gồm các tổ chức chính trị được thành lập trong giai đoạn Đế quốc Việt Nam. Quốc gia Việt Nam và giai đoạn đầu của Việt Nam Dân chủ Cộng hòa.
Danh sách dưới đây có thể không đầy đủ.

## Tổ chức chính trị
Tại Việt Nam
| Tên đầy đủ                                      | Tên khác                                                                            | Giai đoạn                            | Ý thức hệ                                                         | Hiệu kỳ     | Lãnh đạo                                                  |
| ----------------------------------------------- | ----------------------------------------------------------------------------------- | ------------------------------------ | ----------------------------------------------------------------- | ----------- | --------------------------------------------------------- |
| Phong trào Văn Thân                             |                                                                                     | 1864 - 1885                          | Nho giáo Chủ nghĩa dân tộc cực đoan Chủ nghĩa chống Công giáo     |             | Trần Tấn Đặng Như Mai                                     |
| Phong trào Minh Tân                             | Minh Tân Hội                                                                        | 1901 - 1908                          | Chủ nghĩa dân tộc                                                 |             | Gilbert Trần Chánh Chiếu                                  |
| Phong trào Đông Du                              | Duy Tân Hội Ám Xã                                                                   | 1904 - 1909                          | Chủ nghĩa dân tộc Chủ nghĩa quân chủ                              |             | Phan Bội Châu Nguyễn Tiểu La Cường Để                     |
| Phong trào Duy Tân                              | Minh Xã                                                                             | 1906 - 1908                          | Chủ nghĩa dân tộc Chủ nghĩa dân chủ                               |             | Phan Châu Trinh Lương Văn Can                             |
| Đông Kinh Nghĩa Thục                            |                                                                                     | 1907                                 | Chủ nghĩa dân tộc                                                 |             | Lương Văn Can Nguyễn Quyền Đào Nguyên Phổ                 |
| Phong trào hội kín Nam Kỳ                       | Thiên Địa Hội                                                                       | 1911 - 1916                          | Tam giáo Chủ nghĩa quân chủ Chủ nghĩa dân tộc                     |             | Phan Xích Long Nguyễn Hữu Trí Nguyễn Hiệp                 |
| Việt Nam Quang phục Hội                         |                                                                                     | 1912 - 1925                          | Chủ nghĩa tam dân Chủ nghĩa bảo hoàng Chủ nghĩa dân tộc           |             | Cường Để Phan Bội Châu Lương Ngọc Quyến                   |
| Tân Việt Thanh niên Đoàn                        | Tâm Tâm Xã                                                                          | 1923 - 1925                          | Chủ nghĩa dân tộc Cánh tả                                         |             | Lê Hồng Phong Hồ Tùng Mậu Phạm Hồng Thái                  |
| Thanh niên Cao vọng Đảng                        | Hội kín Nguyễn An Ninh                                                              | 1923 - 1929                          | Chủ nghĩa dân tộc Cánh tả                                         |             | Nguyễn An Ninh                                            |
| Đảng Lập hiến Đông Dương                        |                                                                                     | 1923 - 1939                          | Chủ nghĩa lập hiến                                                |             | Bùi Quang Chiêu Trương Văn Bền                            |
| Hội Việt Nam Cách mạng Thanh niên               | Việt Nam Thanh niên Cách mạng đồng chí Hội                                          | 1925 - 1929                          | Chủ nghĩa dân tộc Chủ nghĩa Marx-Lenin                            | không khung | Nguyễn Ái Quốc Hồ Tùng Mậu Lê Hồng Sơn                    |
| Tân Việt Cách mệnh Đảng                         | Đảng Tân Việt                                                                       | 1925 - 1929                          | Chủ nghĩa dân tộc Cánh tả                                         |             | Lê Văn Huân Đào Duy Anh Tôn Quang Phiệt                   |
| Đảng Phục Việt                                  |                                                                                     | 1925 - ?                             | Chủ nghĩa dân tộc Chủ nghĩa bảo hoàng                             |             | Đặng Thúc Liêng                                           |
| Đảng Thanh niên Việt Nam                        |                                                                                     | 1926                                 | Chủ nghĩa lập hiến Chủ nghĩa dân tộc                              |             | Nguyễn Trọng Hy Trần Huy Liệu                             |
| Đông Dương Lao động Đảng                        |                                                                                     | 1926 - 1929                          | Chủ nghĩa dân tộc                                                 |             | Cao Triều Phát                                            |
| An Nam Độc lập Đảng                             |                                                                                     | 1927 - 1929                          | Chủ nghĩa dân tộc Chủ nghĩa Trotsky                               |             | Nguyễn Thế Truyền Tạ Thu Thâu                             |
| Việt Nam Quốc dân Đảng                          | Việt Quốc                                                                           | 1927 - nay (ở hải ngoại)             | Chủ nghĩa tam dân Chủ nghĩa xã hội dân chủ Chủ nghĩa dân tộc      |             | Nguyễn Thái Học Vũ Hồng Khanh Nguyễn Tường Tam            |
| Đông Dương Cộng sản Liên đoàn                   |                                                                                     | 1929 - 1930                          | Chủ nghĩa dân tộc Chủ nghĩa cộng sản                              |             | Võ Nguyên Giáp Đặng Thai Mai Đào Duy Anh                  |
| Đông Dương Cộng sản Đảng                        |                                                                                     | 1929 - 1930                          | Chủ nghĩa dân tộc Chủ nghĩa cộng sản                              |             | Trịnh Đình Cửu Trần Văn Cung Ngô Gia Tự                   |
| An Nam Cộng sản Đảng                            |                                                                                     | 1929 - 1930                          | Chủ nghĩa dân tộc Chủ nghĩa cộng sản                              |             | Châu Văn Liêm Nguyễn Thiệu Hồ Tùng Mậu                    |
| Đảng Cộng sản Việt Nam                          | Đảng Cộng sản Đông Dương Đảng Lao động Việt Nam                                     | 1930 - nay (đảng cầm quyền hiện nay) | Chủ nghĩa dân tộc Chủ nghĩa Marx-Lenin Chủ nghĩa xã hội           |             | Hồ Chí Minh Trần Phú Lê Duẩn Trường Chinh Nguyễn Văn Linh |
| Tân Việt Nam Quốc dân Đảng                      |                                                                                     | 1930 - 1932                          | Chủ nghĩa tam dân Chủ nghĩa dân tộc                               |             | Nguyễn Thế Nghiệp Nhượng Tống                             |
| Việt Nam Trăng Câu Đệ Tứ Đảng                   | Trotskyist Đệ tứ Quốc tế                                                            | 1932 - 1945                          | Chủ nghĩa Trotsky                                                 |             | Tạ Thu Thâu Phan Văn Hùm Hồ Hữu Tường                     |
| Mặt trận Thống nhất Dân chủ Đông Dương          | Mặt trận Nhân dân Phản đế Đông Dương Mặt trận Dân tộc Thống nhất Phản đế Đông Dương | 1936 - 1939                          | Chủ nghĩa dân tộc Chủ nghĩa cộng sản                              | không khung | Nguyễn Văn Cừ                                             |
| Đại Việt Quốc gia Xã hội Đảng                   |                                                                                     | 1936 - 1945                          | Chủ nghĩa quốc xã                                                 | không khung | Nguyễn Xuân Tiếu Trần Trọng Kim                           |
| Đảng Dân chủ Đông Dương                         |                                                                                     | 1937 - 1947                          | Chủ nghĩa dân tộc Chủ nghĩa dân chủ                               |             | Nguyễn Văn Thinh Trịnh Đình Thảo                          |
| Hội Ánh sáng                                    |                                                                                     | 1937 - 1945                          | Chủ nghĩa bình dân                                                |             | Hoàng Đạo Nhất Linh                                       |
| Đại Việt Dân chính Đảng                         | Hưng Việt Đảng                                                                      | 1938 - 1945                          | Chủ nghĩa tam dân Chủ nghĩa phát xít                              |             | Nguyễn Tường Tam Nguyễn Tường Long                        |
| Việt Nam Phục quốc Đồng minh Hội                | Phục Quốc hội                                                                       | 1939 - 1951                          | Chủ nghĩa tam dân Chủ nghĩa quân chủ lập hiến                     |             | Cường Để Nguyễn Hải Thần Trần Trung Lập                   |
| Đại Việt Quốc dân Đảng                          | Đảng Đại Việt                                                                       | 1939 - nay (ở hải ngoại)             | Chủ nghĩa dân tộc sinh tồn                                        |             | Trương Tử Anh                                             |
| Việt Nam Nhân dân Cách mệnh Đảng                |                                                                                     | 1940 - 1941                          | Chủ nghĩa dân tộc                                                 |             | Trần Văn Ân Phan Khắc Sửu                                 |
| Việt Nam Độc lập Đồng minh                      | Việt Minh                                                                           | 1941 - 1951                          | Chủ nghĩa dân tộc                                                 |             | Nguyễn Ái Quốc Hồ Học Lãm Hoàng Văn Thụ                   |
| Đại Việt Phục hưng Hội                          |                                                                                     | 1942 - 1945                          | Chủ nghĩa dân tộc Chủ nghĩa phát xít                              |             | Ngô Đình Khôi Ngô Đình Diệm                               |
| Việt Nam Cách mệnh Đồng minh Hội                | Việt Cách                                                                           | 1942 - 1946                          | Chủ nghĩa dân tộc                                                 |             | Nguyễn Hải Thần Trương Bội Công                           |
| Đại Việt Duy dân Cách mệnh Đảng                 | Việt Duy Dân Đảng                                                                   | 1943 - 1946                          | Chủ nghĩa duy dân                                                 |             | Lý Đông A                                                 |
| Đảng Dân chủ Việt Nam                           |                                                                                     | 1944 - 1988                          | Chủ nghĩa dân tộc Chủ nghĩa xã hội dân chủ                        |             | Dương Đức Hiền Nghiêm Xuân Yêm                            |
| Đại Việt Quốc gia Liên minh                     | Đại Việt Quốc dân Hội                                                               | 1944 - 1945                          | Chủ nghĩa dân tộc Chủ nghĩa quốc xã                               |             | Nguyễn Xuân Tiếu                                          |
| Đại Việt Quốc gia Cách mệnh Ủy viên Hội         |                                                                                     | 1945                                 | Chủ nghĩa dân tộc Chủ nghĩa quốc xã                               |             | Nguyễn Xuân Tiếu                                          |
| Việt Nam Quốc gia Độc lập Đảng                  | Việt Nam Chính Đảng                                                                 | 1945                                 | Chủ nghĩa dân tộc                                                 |             | Hồ Văn Ngà Phạm Ngọc Thạch                                |
| Thanh niên Tiền phong                           |                                                                                     | 1945                                 | Chủ nghĩa dân tộc Cánh tả                                         |             | Phạm Ngọc Thạch Huỳnh Tấn Phát Thái Văn Lung              |
| Liên đoàn Công giáo Việt Nam                    |                                                                                     | 1945 - 1975                          | Công giáo Chủ nghĩa dân tộc                                       |             | Lê Hữu Từ                                                 |
| Mặt trận Quốc gia Thống nhất Việt Nam           |                                                                                     | 1945                                 | Chủ nghĩa dân tộc                                                 |             | Nguyễn Thành Phương Nguyễn Hòa Hiệp Phan Văn Chánh        |
| Mặt trận Quốc dân Đảng Việt Nam                 | Mặt trận Việt Quốc                                                                  | 1945 - 1946                          | Chủ nghĩa tam dân Chủ nghĩa dân tộc sinh tồn Chủ nghĩa chống cộng |             | Trương Tử Anh Vũ Hồng Khanh Nguyễn Tường Tam              |
| Bộ đội Bình Xuyên                               |                                                                                     | 1945 - 1960                          | Chủ nghĩa dân tộc Băng đảng tội phạm (từ 1948)                    |             | Dương Văn Dương Lê Văn Viễn                               |
| Mặt trận Quốc gia Liên hiệp Việt Nam            | Mặt trận Liên hiệp                                                                  | 1946 - 1947                          | Chủ nghĩa dân tộc Chủ nghĩa chống cộng                            | không khung | Huỳnh Phú Sổ Lê Văn Hoạch                                 |
| Mặt trận Thống nhất Quốc gia Liên hiệp Việt Nam | Mặt trận Quốc gia                                                                   | 1947 - 1949                          | Chủ nghĩa dân tộc Chủ nghĩa chống cộng                            |             | Nguyễn Hải Thần Vũ Hồng Khanh Nguyễn Tường Tam            |
| Đảng Xã hội Việt Nam                            |                                                                                     | 1946 - 1988                          | Chủ nghĩa dân tộc Chủ nghĩa xã hội                                |             | Phan Tư Nghĩa Nguyễn Xiển                                 |
| Việt Nam Dân chủ Xã hội Đảng                    | Đảng Dân Xã Dân Xã Đảng Hòa Hảo                                                     | 1946 - 1975                          | Phật giáo Hòa Hảo Chủ nghĩa dân tộc Chủ nghĩa xã hội dân chủ      |             | Huỳnh Phú Sổ Nguyễn Văn Sâm                               |
| Hội Liên hiệp Quốc dân Việt Nam                 | Hội Liên Việt                                                                       | 1946 - 1951                          | Chủ nghĩa dân tộc Chủ nghĩa cộng sản                              |             | Hồ Chí Minh Huỳnh Thúc Kháng Tôn Đức Thắng                |
| Việt Nam Quốc gia Liên hiệp                     |                                                                                     | 1947 - 1948                          | Chủ nghĩa bảo hoàng Chủ nghĩa chống cộng                          |             | Lê Văn Hoạch                                              |
| Liên minh Dân chủ Việt Nam                      |                                                                                     | ? - ?                                | Chủ nghĩa cộng hòa Chủ nghĩa chống cộng                           |             | Lê Văn Hoạch                                              |
| Việt Nam Dân chúng Liên đoàn                    | Việt Đoàn                                                                           | 1949                                 | Chủ nghĩa bảo hoàng Chủ nghĩa chống cộng                          |             | Trần Văn Ân                                               |
| Mặt trận Liên Việt                              |                                                                                     | 1951 - 1955                          | Chủ nghĩa dân tộc Chủ nghĩa cộng sản                              |             | Hồ Chí Minh Tôn Đức Thắng                                 |
| Tổng hội Phật giáo Việt Nam                     |                                                                                     | 1951 - 1964                          | Phật giáo                                                         |             | Thích Tịnh Khiết Thích Tâm Châu                           |
| Việt Nam Công nông Chánh Đảng                   |                                                                                     | 1953 - 1954                          | chủ nghĩa dân tộc Chủ nghĩa nhân vị                               |             | Ngô Đình Diệm Ngô Đình Nhu Ngô Đình Cần Huỳnh Hữu Nghĩa   |
| Đảng Phục hưng Việt Nam                         |                                                                                     | 1953 - 1963                          | Chủ nghĩa tự do                                                   |             | Trần Văn Hương                                            |

Tại Campuchia
| Tên đầy đủ                      | Tên khác                                                    | Giai đoạn   | Ý thức hệ | Hiệu kỳ                                               | Lãnh đạo                                                |
| ------------------------------- | ----------------------------------------------------------- | ----------- | --- | ----------------------------------------------------- | ------------------------------------------------------- |
| Khmer Tự do                     | Khmer Serei                                                 | 1950 - 1975 | Chủ nghĩa dân tộc Chủ nghĩa chống cộng                                                                                          | · (hiệu kì từ 1970)                                   | Sơn Ngọc Thành                                          |
| Đảng Phục hưng Khmer            | Khmer Phục Hưng Đảng                                        | 1947 - 1955 | Chủ nghĩa quân chủ Chủ nghĩa bảo thủ Chủ nghĩa dân tộc                                                                          |                                                       | Sisowath Monipong Lon Nol Nhiek Tioulong                |
| Đảng Tự do                      |                                                             |             | 1946 - 1955 | Chủ nghĩa bảo thủ Chủ nghĩa tự do Chủ nghĩa bảo hoàng | Norodom Norindeth                                       |
| Khmer Issarak                   | Phong trào Khmer Độc lập (không hoàn toàn là một đảng phái) | 1940 - 1960 | Chủ nghĩa dân tộc Chủ nghĩa chống đế quốc Chủ nghĩa cộng sản (một bộ phận theo các lãnh đạo cộng sản Tou Samouth,Sơn Ngọc Minh) |                                                       | Poc Khun Dap Chhuon Nuon Chea Sơn Ngọc Minh Tou Samouth |
| Ủy ban Giải phóng dân tộc Khmer | KPLC                                                        | 1948 - 1954 | Chủ nghĩa dân tộc Khmer |                                                       | Dap Chhuon Norodom Chantaraingsey                       |
| Đảng Nhân dân Cách mạng Khmer   |                                                             | 1951 - 1960 | Chủ nghĩa dân tộc Chủ nghĩa cộng sản                                                                                            |                                                       | Sơn Ngọc Minh Tou Samouth                               |
| Mặt trận Issarak Thống nhất     |                                                             | 1950 - 1954 | Chủ nghĩa cộng sản Chủ nghĩa dân tộc                                                                                            |                                                       | Sơn Ngọc Minh Tou Samouth                               |

Tại Lào
| Tên đầy đủ             | Tên khác             | Giai đoạn   | Ý thức hệ                                                    | Hiệu kỳ | Lãnh đạo                         |
| ---------------------- | -------------------- | ----------- | ------------------------------------------------------------ | ------- | -------------------------------- |
| Đảng Dân chủ           |                      | 1948 - ?    | Chủ nghĩa tự do                                              |         | Kou Voravong                     |
| Đảng độc lập           |                      | 1945 - 1958 | Chủ nghĩa dân tộc                                            |         | Phoui Sananikone                 |
| Đảng Quốc gia Cấp tiến |                      | 1950 - 1958 | Chủ nghĩa dân tộc Chủ nghĩa cấp tiến                         |         | Souvanna Phouma                  |
| Pathet Lào             | Mặt trận Ái quốc Lào | 1950 - 1975 | Chủ nghĩa dân tộc Chủ nghĩa cộng sản Chủ nghĩa thân Việt Nam |         | Souphanouvong Kaysone Phomvihane |